# Le Grand Architecte
Le Grand Architecte (en anglais The Ancient of Days) est une estampe de William Blake, initialement publiée en frontispice de l'édition de 1794 d'Europe a Prophecy.

## Sujet
La gravure représente Urizen accroupi dans une sphère céleste dont le bras gauche tient un compas qui lui sert à mesurer l'obscurité environnante.